# E. Fehér Pál
E. Fehér Pál (Budapest, 1936. augusztus 23. – Budapest, 2013. február 27.) magyar újságíró, kritikus.

## Életpályája
1954–1958 között az Eötvös Loránd Tudományegyetem Bölcsészettudományi Karának hallgatója volt. 1958–1959 között a Kisalföld kulturális rovatvezetője volt. 1960–1964 között a Kortárs, 1964–1968 között pedig az Élet és Irodalom olvasószerkesztője volt. 1968–1971 között a Népszabadság rovatvezető-helyettese, majd 1971-től kulturális rovatvezetője és a szerkesztőbizottság tagja. 1972–1990 között a Kritika munkatársa volt. Ezzel egyidejűleg 1975–1990 között a Szovjet Irodalom főszerkesztő-helyettese majd 1989–1990 között főszerkesztője volt. 1990–1996 között a Népszabadság főmunkatársa, később 1996–2000 között pozsonyi tudósítója, 2000–2004 között a pozsonyi Pravda munkatársa.
Élete utolsó időszakában Pozsonyban élt, tanulmányait, cikkeit, a Népszabadság, a 168 Óra, a Tekintet, a Prágai Tükör, a Voproszi Lityeraturi és más lapok közölték.
2013. február 27-én elhunyt, hamvait a csallóközi Gútor község temetőjében helyezték el.

## Művei
- Orosz klasszikus költők antológiája; vál., életrajz, jegyz. E. Fehér Pál, bev. Hárs György; Móra, Bp., 1961 (A világirodalom gyöngyszemei)
- Alekszej Tolsztoj; Gondolat, Bp., 1963 (Irodalomtörténeti kiskönyvtár, 18.)
- Mai magyar költők. Új válogatás; vál. E. Fehér Pál, Garai Gábor, jegyz. Tótfalusi István; Móra, Bp., 1964 (A magyar irodalom gyöngyszemei)
- Ketten decemberben. Mai szovjet elbeszélések; vál., utószó E. Fehér Pál; Szépirodalmi, Bp., 1965 (Olcsó könyvtár, 52.)
- Klasszikus orosz költők; vál. E. Fehér Pál, Lator László, jegyz. Elbert János; Európa, Bp., 1966
- Mai magyar költők antológiája. Új bőv. válogatás; vál. E. Fehér Pál, Garai Gábor, bev. E. Fehér Pál, életrajz Zsolt Angéla, jegyz. Tótfalusi István; Athenaeum Nyomda, Bp., 1966  (A magyar irodalom gyöngyszemei; Kozmosz könyvek)
- Élmények és gondolatok. Szovjet esszék; vál. E. Fehér Pál, Király Gyula, bev. E. Fehér Pál, jegyz. Király Gyula; Európa, Bp., 1967
- Korszerűség és hagyomány. Mai szovjet esszék; vál. E. Fehér Pál, jegyz. Fehér János; Európa, Bp., 1973 (Modern könyvtár, T. 242.)
- Napjaink szovjet írói; Magyar-Szovjet Baráti Társaság, Bp., 1973
- A hetvenes évek. Válogatás a szovjet kritikai irodalomból; vál., előszó E. Fehér Pál, szerk. Szabó Mária; Kossuth, Bp., 1976
- Hadsereg született; vál. Havas Ervin, szerk. E. Fehér Pál; Zrínyi, Bp., 1977
- Lenin nemzedéke; vál., előszó E. Fehér Pál; Gondolat, Bp., 1977
- Egy égbolt alatt. Szovjet-orosz költők; vál. E. Fehér Pál, Kelemen Gyula, szerk. Kelemen Gyula; Európa, Bp., 1981 (A szovjet irodalom könyvtára)
- A glasznoszty; Magvető, Bp., 1987 (Gyorsuló idő)